# Tlaltenco (estación)
Tlaltenco es una de las estaciones que forman parte del Metro de la Ciudad de México, perteneciente a la Línea 12. Se ubica al oriente de la Ciudad de México, en la alcaldía Tláhuac.

## Información general
Su nombre se debe a estar en las cercanías de la colonia San Francisco Tlaltenco, y se compone de los vocablos: Tlalli, tierra y Tentli: “En la orilla de la tierra” o “En la orilla de los cerros”. El logotipo de la estación representa la llamada "Puerta de Tlaltenco", inaugurada el 30 de junio de 1789. Es una construcción de piedra con forma de arco que tenía la función de aduana para controlar el tráfico de mercancía que iba y venía del tramo Mixquic - Tetelco; por ejemplo verduras, ganado, etc. 
Esta estación es la única en toda la red del Metro que está ubicada en una zona predominantemente rural, por lo cual comparte su ubicación con tierras de cultivo y zonas de pastoreo de ganado, a pesar de que en los últimos años (desde 2021), la zona donde se ubicaban las tierras de cultivo, pastoreo y ganado, ubicadas frente a la estación, están asentando sus vivienda de forma irregular en los terrenos que ocupaba el ejido de la Ciénega, terrenos que fueron despojados a los propietarios por grupos invasores.

## Incidencias
La estación se mantuvo fuera de servicio desde el 12 de marzo de 2014 hasta el 28 de noviembre de 2015, debido a trabajos de mantenimiento mayor que se realizaron entre estas fechas.
Debido al terremoto del 19 de septiembre de 2017,  por segunda ocasión la estación estuvo fuera de servicio debido a trabajos de mantenimiento preventivo. Fue reabierta el lunes 30 de octubre del mismo año después de realizar varias pruebas.
Nuevamente la estación permaneció cerrada desde el 4 de mayo de 2021 hasta el 30 de enero de 2024 por seguridad, debido a un desplome que ocurrió en la interestación Tezonco-Olivos con dirección a Tláhuac y que dejara un saldo de 27 fallecidos y 80 heridos.

## Afluencia
Esta estación se caracteriza por ser de menor afluencia de toda la red desde su inauguración. Durante el año 2021 fue la estación con menor afluencia de toda la red, con un promedio de 301,594 pasajeros, de los cuales solamente 826 personas utilizaron esta estación a diario. Esto se debe a la ubicación en la que se encuentra la estación, debido a que se encuentra en una zona completamente rural, teniendo de un lado los asentamientos humanos y las entradas de la estación y por el otro lado se encuentra terreno pastizal, utilizada para la ganadería y el pastoreo, algo que recientemente el entorno ha sufrido de modificaciones. 
La siguiente tabla muestra la afluencia de la estación en los últimos 10 años: 
| Afluencia Anual de Pasajeros | Afluencia Anual de Pasajeros | Afluencia Anual de Pasajeros | Afluencia Anual de Pasajeros | Afluencia Anual de Pasajeros | Afluencia Anual de Pasajeros |
| ---------------------------- | ---------------------------- | ---------------------------- | ---------------------------- | ---------------------------- | ---------------------------- |
| Año                          | Afluencia                    | A Diario                     | Ranking                      | Incremento                   | Ref.                         |
| 2023                         | 0                            | 0                            | X                            | X                            | [ 10 ]                       |
| 2022                         | 0                            | 0                            | X                            | -100.00%                     | [ 10 ]                       |
| 2021                         | 301,594                      | 826                          | 195°/195                     | -61.05%                      | [ 11 ]                       |
| 2020                         | 774,267                      | 2,115                        | 192°/195                     | -39.26%                      | [ 12 ]                       |
| 2019                         | 1,274,784                    | 3,492                        | 192°/195                     | +13.93%                      | [ 13 ]                       |
| 2018                         | 1,118,914                    | 3,065                        | 193°/195                     | +24.49%                      | [ 14 ]                       |
| 2017                         | 898,824                      | 2,462                        | 193°/195                     | +3.93%                       | [ 15 ]                       |
| 2016                         | 864,854                      | 2,362                        | 194°/195                     | +1,165.65%                   | [ 16 ]                       |
| 2015                         | 68,333                       | 187                          | 195°/195                     | -54.04%                      | [ 17 ]                       |
| 2014                         | 148,671                      | 407                          | 195°/195                     | -81.02%                      | [ 18 ]                       |

## Conectividad

### Salidas
- Nororiente: Av. Canal del Acalote y Calle Victoria, Pueblo San Francisco Tlaltenco.
- Norponiente: Av. Canal del Acalote y Calle Zacatenco, Pueblo San Francisco Tlaltenco.